# Amblypsilopus munroi
Amblypsilopus munroi är en tvåvingeart som först beskrevs av Charles Howard Curran 1924.  Amblypsilopus munroi ingår i släktet Amblypsilopus och familjen styltflugor. Inga underarter finns listade i Catalogue of Life.